# Wyszecino
Wyszecino (dodatkowa nazwa w j. kaszub. Wëszecëno) – wieś kaszubska w Polsce, położona w województwie pomorskim, w powiecie wejherowskim, w gminie Luzino, przy drodze powiatowej 1451G. 
| SIMC    | Nazwa         | Rodzaj    |
| ------- | ------------- | --------- |
| 0167036 | Owczarnia     | część wsi |
| 0167042 | Wyszecka Huta | część wsi |

Wieś szlachecka Wyszecino położona była w II połowie XVI wieku w powiecie mirachowskim województwa pomorskiego. W latach 1975–1998 miejscowość administracyjnie należała do województwa gdańskiego.
Podczas zaboru pruskiego wieś nosiła nazwę niemiecką Wyschetzin. Podczas okupacji niemieckiej nazwa Wyschetzin w 1942 została przez nazistowskich propagandystów niemieckich (w ramach szerokiej akcji odkaszubiania i odpolszczania nazw niemieckiego lebensraumu) zweryfikowana jako zbyt kaszubska i przemianowana na nowo wymyśloną i bardziej niemiecką – Fünflinden.
W południowej części miejscowości znajdują się dwa jeziora: Białe i Czarne.
Liczba mieszkańców Wyszecina według stanu na dzień 31.12.2023 roku wynosi 540.
W Wyszecinie urodził się Ryszard Pietruski, polski aktor.